# آه، جاهایی که خواهی رفت!
آه، جاهایی که خواهی رفت! (انگلیسی: Oh, the Places You'll Go!) یک کتاب تصویری کودکانه است که توسط نویسنده و تصویرگر ادبیات کودک، دکتر زوس، نوشته و تصویرگری شده است. این کتاب نخستین بار در ۲۲ ژانویه ۱۹۹۰ توسط انتشارات رندوم هاوس منتشر شد. آه، جاهایی که خواهی رفت! آخرین کتابی بود که در دوران زندگی دکتر زوس منتشر شد، پیش از آنکه در ۲۴ سپتامبر ۱۹۹۱ در سن ۸۷ سالگی فوت کند. این کتاب دربارهٔ سفر زندگی، چالش‌ها و شادی‌های آن است.
با وجود شباهت سبکی به آثار پیشین دکتر زوس همچون تخم‌مرغ‌های سبز و ژامبون و گربه کلاه‌به‌سر، این کتاب دارای شخصیت‌های مشخص‌تری است، از جمله راوی و «خواننده». در داستان، پسربچه‌ای که به سادگی با ضمیر «تو» خطاب می‌شود، آغازگر ماجراست؛ وجود یک شخصیت اصلی به مخاطب کمک می‌کند تا بیشتر با داستان همذات پنداری کند. برخلاف دیگر آثار دکتر زوس، این کتاب به صورت دوم شخص و با استفاده از زمان آینده نوشته شده است.

## خلاصه داستان
داستان با روایت راوی آغاز می‌شود که تصمیم قهرمان بی‌نام داستان (که نمایندهٔ خواننده است) برای ترک شهر را بازگو می‌کند. شخصیت اصلی از میان مناظر و مکان‌هایی هندسی و رنگارنگ عبور می‌کند تا سرانجام به مکانی به نام «جایگاه انتظار» (The Waiting Place) می‌رسد؛ جایی که از آن با لحنی نگران‌کننده یاد می‌شود، مکانی که در آن همه در حال انتظار برای رخ دادن چیزی هستند. با این حال، شخصیت اصلی به کاوش ادامه می‌دهد و با انگیزهٔ دیدن جاهای تازه و کشف چیزهای جدید، پیش می‌رود. کتاب در نهایت با لحنی شاد و پایانی باز به پایان می‌رسد.

## بازخورد
آه، جاهایی که خواهی رفت!پس از انتشار اولیه در سال ۱۹۹۰، به رتبهٔ نخست فهرست پرفروش‌ترین کتاب‌های داستانی گالینگور نیویورک تایمز رسید. با این موفقیت، دکتر زوس در شمار معدود نویسندگانی قرار گرفت که کتاب‌هایشان در هر دو بخش داستانی و غیرداستانی این فهرست به رتبهٔ نخست دست یافته‌اند؛ از دیگر نویسندگان این فهرست می‌توان به جان استاین‌بک، جیمی بافت، میچ آلبوم و جیمز پترسون اشاره کرد. کتاب دیگر دکتر زوس با عنوان تو فقط وقتی پیر می‌شی! در سال ۱۹۸۶ در فهرست کتاب‌های غیرداستانی پرفروش نیویورک تایمز رتبهٔ اول را کسب کرده بود.
آه، جاهایی که خواهی رفت! در ایالات متحده و کانادا، به‌عنوان هدیه‌ای رایج برای فارغ‌التحصیلی دانش‌آموزان، از مقطع کودکستان تا کالج، شناخته می‌شود و فروش آن معمولاً در بازهٔ آوریل تا ژوئن افزایش می‌یابد. این کتاب در سال‌های ۱۹۹۷، ۲۰۲۱ و ۲۰۲۲ رتبهٔ نخست فهرست پرفروش‌ترین کتاب‌های یواس‌ای تودی را کسب کرد و در سال‌های ۲۰۱۵ و ۲۰۱۷ نیز در جایگاه دوم قرار گرفت. بر پایهٔ یک نظرسنجی آنلاین در سال ۲۰۰۷، انجمن آموزش ملی ایالات متحده این کتاب را در فهرست «۱۰۰ کتاب برتر کودکان از دید معلمان» قرار داد.